# 커맨드 앤 컨커: 레드 얼럿 (비디오 게임 시리즈)
《커맨드 앤 컨커: 레드 얼럿》(Command & Conquer: Red Alert) 시리즈는 알베르트 아인슈타인이, 유태인 학살이 심했던 제2차 세계 대전을 막기 위해, 아돌프 히틀러를 제거한다는 대체 역사 컴퓨터 게임이다. 아인슈타인은 타임머신을 개발하여, 히틀러를 제거하는 데 성공하지만, 히틀러를 대신하여 소비에트 연방의 이오시프 스탈린이 세계 정복의 야심을 품고 전 유럽을 침략한다.
원래 커맨드 앤 컨커: 레드 얼럿 시리즈는 오리지널 커맨드 앤 컨커 시리즈인 커맨드 앤 컨커: 타이베리안 시리즈와의 연관성을 남겨두었지만, '레드얼럿 2'에 와서 '타이베리안 시리즈'와의 연관성을 완전 단절하게 되었다.

## 커맨드 앤 컨커: 레드 얼럿
'커맨드 앤 컨커: 레드 얼럿'은 '오리지널 커맨드 앤 컨커: 레드 얼럿'과, 새로운 유닛과 게임내 임무, 멀티플레이용 맵이 추가된 2개의 확장팩으로 구성되어 있다.
확장팩의 명칭은 '반격(Counter Strike)'와 '애프터매스'이며, 스토리와는 연관성이 없는 추가 미션팩이다.
원래 '커맨드 앤 컨커: 레드 얼럿'은, 본 게임보다 이전에 출시된 '타이베리안 시리즈'의 프롤로그격에 해당되어, 커맨드 앤 컨커: 레드 얼럿에서는 타이베리안 시리즈의 Nod의 지도자 케인(Kane)이 등장하기도 하였다.
'커맨드 앤 컨커: 레드 얼럿'에서는 두가지 엔딩으로 나뉜다.
연합군으로 시작하면 초기에 소련군이 우세한 상태로 시작하여, 소련이 전 유럽대륙을 석권하여 영국이 최후의 연합군의 근거지가 될 뻔하였으나, 나중에 가서는 연합군이 소련군을 격파함으로써 끝나는 것으로 그려지고, 커맨드 앤 컨커: 레드 얼럿 2의 세계관으로 넘어간다.
소련군으로 시작하면 미션2에서 소련이 독일을 침공하면서 전쟁이 시작되며, 결국 소련이 전 유럽을 석권하게 된다. 하지만 마지막 미션 클리어 후 이오시프 스탈린은 여자 부관에게 암살당하고, 스탈린을 암살한 이 여자부관도 곧 케인에게 죽는다. 그리고 마지막에 케인이 '내가 곧 미래다'라고 말하는 것으로 끝나며 커맨드 앤 컨커: 타이베리안 선의 세계관으로 넘어간다. 하지만 작중 이에 대한 설명은 잘 등장하지 않는다.

## 커맨드 앤 컨커: 레드 얼럿 2
커맨드 앤 컨커: 레드 얼럿 2는 커맨드 앤 컨커: 레드 얼럿의 속편격으로, 확장팩 '유리의 복수'를 포함한다. 연합군 지휘관들의 지지를얻은 로마노프가 소련의 지도자가 되지만 조용히 전쟁을 준비하던 소련군이 미국을 공격하여 미국은 소련에 대한 핵 보복 공격을 시도하였으나 소련측의 정신조종 요원, '유리'에 의해 공격 계획이 좌절되는 것으로 시작된다. 커맨드 앤 컨커: 레드 얼럿 2는 연합군 미션 에서는 연합군의 아인슈타인이 개발한 '크로노스피어'라는 장치를 이용한 모스크바 기습 공격으로 소련의 '로마노프' 서기장을 체포하는 것으로 끝나고 소련군 미션에서는 소련의 세계정복을 끝마치는걸로 끝난다.소련군 미션에서는 한국군이 2번나온다.
확장팩 '유리의 복수'에서는 소련측의 정신조종 요원 '유리'가 자신의 정신조종 기술을 이용한 사병 집단이 건설한 '사이킥 도미네이터'라는 장치의 충격파가 미국 샌프란시스코를 제외한 전 세계를 뒤 덮는 것으로 시작되며, 연합군이 아인슈타인이 개발한 타임머신을 이용하여 '유리'의 계획을 좌절시키고 유리를 체포하여 구금하는 것으로 끝나고 소련군 미션에서는 소련이 유리를 제거하고 세계정복을 하는 걸로 끝난다.연합군 미션에서 한국군 특수유닛인 보라매를 1번 쓸 수 있다.

## 시리즈 목록
- 커맨드 앤 컨커: 레드 얼럿
  - 반격(Counter Strike) (확장팩)
  - 애프터매스 (확장팩)
  - 리텔리에이션 ; 이것은 플레이스테이션으로만 발매되었다.
- 커맨드 앤 컨커: 레드 얼럿 2
  - 유리의 복수(Yuri's Revenge) (확장팩)
- 커맨드 앤 컨커: 레드 얼럿 3
  - 업라이징 (확장팩 (싱글플레이 전용))
  - 사령관의 도전(Commander's Challenge) ; 확장팩 업라이징에 포함되어 있는 '도전과제'게임모드만 빼서 별도로 발매하였다.